# Village St. George
Village St. George es un lugar designado por el censo ubicado en la parroquia de East Baton Rouge en el estado estadounidense de Luisiana. En el Censo de 2010 tenía una población de 7104 habitantes y una densidad poblacional de 1.222,31 personas por km².

## Geografía
Village St. George se encuentra ubicado en las coordenadas 30°21′35″N 91°4′2″O / 30.35972, -91.06722. Según la Oficina del Censo de los Estados Unidos, Village St. George tiene una superficie total de 5.81 km², de la cual 5.81 km² corresponden a tierra firme y (0%) 0 km² es agua.

## Demografía
Según el censo de 2010, había 7104 personas residiendo en Village St. George. La densidad de población era de 1.222,31 hab./km². De los 7104 habitantes, Village St. George estaba compuesto por el 62.64% blancos, el 30.86% eran afroamericanos, el 0.11% eran amerindios, el 3.07% eran asiáticos, el 0.03% eran isleños del Pacífico, el 1.45% eran de otras razas y el 1.84% pertenecían a dos o más razas. Del total de la población el 5.97% eran hispanos o latinos de cualquier raza.